# Lispe argenteiceps
Lispe argenteiceps este o specie de muște din genul Lispe, familia Muscidae, descrisă de Ma și Mou în anul 1992.
Este endemică în Liaoning. Conform Catalogue of Life specia Lispe argenteiceps nu are subspecii cunoscute.